# 小林優
小林優（日语：／ Kobayashi Yū，1982年2月5日—）是日本女性聲優。東京都出身，血型O型。愛稱有小優（ゆうちゃん）、畫伯等。

## 介紹
- 從少年至美少女、還是活力充沛的角色都沒有問題。
- 當聲優以前是個十分活躍的雜誌模特兒，這是一個與眾不同的經歷，身高168cm在女聲優界中是很高的，只是比170cm以上的本田貴子、湯屋敦子、葛城七穗矮一點。
- 母親是插花師傅。父亲对她从小很严格，所以她与人交谈都使用敬语，對任何事也十分謙虛有禮，眾所周知她很平易近人。
- 對同年、甚至比自己年輕的同事經常也會在名字後加「（先生/小姐）」，雖然如此，但卻把比自己大一年的中原麻衣喚做。
- 一集中就察覺不到四周的事，還曾因為邊走路邊想著事情而頭撞到電燈柱。
- 在廣播中，幾乎每次也會把手或頭碰到麥克風，每次也很熱衷於節目中的遊戲，無意識地發出喘氣聲。
- 喜歡料理。自己有糠床（由米糠和鹽混製而成），是做「糠漬け」（一種用米糠拌鹽醃的和式小菜）的主要原料。
- 為了練習配音和唱歌的技巧，經常獨自一人在卡啦ok流連，連卡啦ok的店員們也認得出她的樣貌。某日和聲優朋友一起唱卡啦ok時，還被店員說了「今天和朋友們一起來真是太好了」。
- 男聲優裡很常與杉田智和共同演出，而且兩人碰頭的機率相當的高。
  - 雖然個性很謙虛有禮，但在動畫裡很常配到個性瘋瘋癲癲的奇特角色。
- 在決定「魔法老師」將會有演出時開始學習劍道，但現在好像已經放棄了。
- 因廣播節目中遊戲的懲罰，曾穿著「魔法老師」中麻帆良學園的校服在新宿站坐地下鐵，沿湘南新宿線坐到高崎線深谷站，並在深谷站前唱了。
- 看了「魔法老師」漫畫第114話涅吉·史普林菲爾德和櫻咲剎那對戰後，好像有點悲傷地向作者赤松健說「請讓剎那勝利吧…」。
- 很喜欢为动物配音，在潛龍諜影 和平先驅中为多种动物配了音。
- 2006年5月8日的網上廣播，為了取材而和佐藤利奈一起來到錄音室的赤松健，給小林優體驗了一下當助手的感覺而讓她在「魔法先生ネギま！」第136話(單行本第15卷的109頁，中日文版單行本相同)的第1頁第7格寫下了和。
- 2006年6月20日，名為「White Wing」的fans club成立了。
- 喜歡的動物是兔子，而且曾經飼養，名叫Nono。另外似乎很滿意看到自己配音的剎那在漫畫中戴上兔耳cosplay。
- 2007年2月4日，Saint October的op「Wheel of fortune」pv拍攝完畢後，2月5日凌晨0:00，一眾工作人員以及一起拍攝的片岡梓、福井裕佳梨為她慶祝生日，給了她一個驚喜。就在把蠟燭吹熄後，一如以往為表感謝而鞠躬的她，碰到了工作人員手拿的蛋糕，把頭上戴著的帽子弄髒了。
- 2008年獲得聲優獎女優部門新人賞。
- 2009年在Animelo Summer Live 2009 與其他「絶望少女達」（野中藍、新谷良子、小林優、澤城美雪）人員及大槻ケンヂ一起演出動畫「絕望老師」的相關曲「人として軸がぶれている」、「空想ルンバ」和「林檎もぎれビーム! 」。其中小林優與澤城美雪在表演時同時進入「瘋狂狀態」，十分賣力地演出。事後根據小林本人说，唱完三首歌回到了後台之後就暈倒了，其後發現頸亦受傷了，以致9月份的個人首唱會都不能作強烈的頸部運動。
- 同年冬天與RYO組成2人樂團「Crush Tears」，出現第一首曲「閃光の瞬き」。於2010年2月17日發表此曲。
- 2010年Crush Tears組合增加2人，現變成四人樂團，新曲為動畫「爆丸」相關曲「Communication Breakdown」此曲發售日期為7月7日。
- 同年在Animelo Summer Live 2010 以「Crush Tears」名義演出「Astro Rider」以及「Communication Breakdown」。
- 2017年12月29日，在個人Twitter上宣佈結婚消息[1]。

## 身為「畫伯」的小林優
繪畫風格十分獨特有個性，畫什麼都會變成自己獨創的風格，因而被稱為「画伯」（大畫家）。
網上廣播「麻帆良學園中等部2-A・秘密的放學後」（麻帆良学園中等部2-A・ヒミツの放課後）
在「恐怖！繪畫對決！」的環節中，與佐藤利奈和嘉賓一起畫下了「魔法老師！」的角色們，並收錄了在「魔法老師！」漫畫第16卷限定版中。小林所畫的畫更被不少人稱為「人參」。
「魔法老師！」16卷限定版
負責畫3-A班上全31人和原作者赤松健。赤松評為「足以笑三天」，而且不少人覺得本來是春日美空的畫和某公國最新的MA很像。
「魔法老師！？」動畫
在「魔法老師！？」（第二季）中，每回也有當回主要出場的角色的聲優擔當片尾插畫，小林優則是負責第6集，而畫出現前的一刻更閃過了「画伯!?」的字樣。而且小林所畫的「人參」更在動畫與OVA出現。更在第11話，教會的彩色玻璃上出現類似她風格的畫（還有"Yuu Kobayashi"的字樣）
「魔法先生ネギま!Offical fanbook「ネギパ!」
擔任每期的次回預告。在介紹小林優所配音的櫻咲剎那的第5期中，更出現了「畫伯感動的繪畫曲」。並被稱為「魅惑の絵師」、「驚愕の絵師」、「驀進の絵師」等。
網上廣播「小島幸子與小林優的日本橋天女放送局」（小島幸子と小林ゆうの日本橋天女放送局）
「落語天女於唯」的網上廣播中，和「ヒミツの放課後」一樣有繪畫的環節「日本橋學園高校繪畫社」（日本橋学園高校お絵かき部）
スクラン祭だよ!全員集合（校園迷糊大王的event）
2006年7月2日，「スクラン祭だよ!全員集合」中，首次演唱一首破壞力驚人的歌曲「ルチャドール」（小林本人也認為破壞力很驚人）。聲優們一起創作故事的「すこ～しランブルへの道」環節中的第5回，畫了幅像是一隻龍的作品（小林本是想畫是小清水亞美所配音的塚本天滿），因而也被川田紳司和清水香里叫「畫伯」了。
RADIOアニメロミックス ～暮蟬悲鳴時・零落之話編～
在2006年11月10日至2007年1月5日的暮蟬悲鳴時的廣播中，亦有讓她繪畫的環節。
其他
2006年6月9日發佈在網上廣播所畫的畫（魔法先生ネギま！的登場人物源靜奈）時，還因為畫作有某方面的危險而被工作人員修正了。
赤松健的日記中對其他聲優會在名字後加「さん」（先生／小姐），而小林卻是「畫伯」。

## 演出作品
※粗體字表示說明飾演的主要角色。

### 電視動畫
2003年
- 高橋留美子劇場（女高中生）

2004年
- 阿貴與Gatchinpo（小武）
- （甜心阿姨）
- 七武士(SAMURAI 7)（シノ）
- DAN DOH!!（青葉彈道）
- 仙境傳說（琳）
- 名侦探柯南（播音员）

2005年
- （小武）
- 我的太太是魔法少女（桂裕貴）
- （幼年索瑪）
- 喜歡所以喜歡（北村風太）
- 校園迷糊大王（拉拉·岡薩雷斯）
- 星艦駕駛員（篠原ミナセ）
- HAPPY7（沖真晝）
- 魔豆傳奇（阿比）
- 魔法老師！（櫻咲剎那、男孩子、美美）
- 地獄少女 (桐野沙樹) (第14話)

2006年
- Soul Link（相澤秀平）
- 童話槍手小紅帽（鏡之少年）
- 銀魂（猿飛菖蒲）
- 地獄少女（桐野沙樹）
- 校園迷糊大王 二学期（拉拉·岡薩雷斯）
- つよきす cool×sweet（椰子なごみ）
- TOKYO TRIBE2（スンミ）
- 魔法老師！？（櫻咲剎那）
- 暮蟬悲鳴時（北條悟史）
- 武裝鍊金（楯山千歳、ウマカバーガー店員、小時候的秋水）
- 變身公主（坂本夏流、河野亨（幼少期））
- MUSASHI GUN道（ニンジャ太郎、猿飛佐助）
- 落語天女（千石涼）
- 極樂天師（播報員）
- 砂沙美（木島綾音）

2007年
- 神聖十月（聖三咲）
- AYAKASHI（長尾完太）
- GO！純情水泳社！（新堂凪、新堂美美、新堂真世、新堂愛）
- 絕望先生（木村卡愛拉）
- 桃華月憚（六條章子）
- 龍鳴（嘉慶涼子）
- 爆丸（空操彈馬）
- BACCANO!（妮絲・赫利史多恩）
- 暮蟬悲鳴時解（北條悟史）
- PRISM ARK（（幼少期））
- 寵物小精靈鑽石&珍珠（初音）

2008年
- 艾莉森與莉莉亞（ルネ）
- 假面女僕衛士（平野美和）
- 水晶之焰（サラ）
- 俗·絕望先生（木村卡愛拉、（以下第六話）糸色望、木津千里）
- 野良耳（コタ郎、少年期）
- 毀滅世界的六人（莉亞·多拉古尼赫魯）
- Candy☆Boy（櫻井雫）
- 今天的五年二班（佐藤良太）

2009年
- 海猫鳴泣之时（嘉音）
- 玛莉亚狂热（祇堂鞠也）
- BASQUASH!（庫洛利）
- Bleach（檜佐木修兵（少年時代））
- 鬍子小雞（羽田弘）
- 天才麻將少女（加治木由美）
- 猫愿三角恋（一之瀬凪）
- 懺·絕望先生（木村卡愛拉）
- 夏日風暴 春夏冬中（穴手好实）第十二号
- 信蜂（愛麗娜‧白蘭）

2010年
- 神隱之狼（九澄博士）
- 空之音（和宮梨旺）
- 吸血鬼同盟（美刃）
- 學生會長是女僕（加賀靜子）
- 爆丸2大爆破（空操彈馬）
- B型H系（金城京香）
- 妄想學生會（橫島鳴子）
- 世紀末超自然學院（川島千尋）
- 荒川爆笑團（亞馬遜女戰士）
- 百花繚亂 Samurai Girls（後藤又兵衛）
- 只有神知道的世界（羽鳥優）

2011年
- Fractale（格雷恩）
- 信蜂Reverse（愛麗娜·白蘭）
- 玛莉亚狂热 Alive（祇堂鞠也）
- 靈異E接觸（幹久今日子）
- 爆丸3狩獵保衛者（空操彈馬）
- 命運石之門（漆原琉華）
- 惡魔阿薩謝爾在召喚你（溫蒂妮）
- 閃電十一人GO（霧野蘭丸、劍城京介（小時候））
- 銀魂'（猿飛菖蒲）
- 遊戲王ZEXAL（凯丝）
- 只有神知道的世界II（羽鳥優）
- 境界線上的地平線（本多二代）
- SKET DANCE（淺雛菊乃）
- FAIRY TAIL（達芙妮）

2012年
- 最強學生會長（鉈山耗）
- 寵物小精靈超級願望（賽因）
- 男子高中生的日常（柳人）
- 向银河开球（太田翔）
- 閃電十一人GO 時空之石（霧野蘭丸）
- 超譯百人一首戀歌（紫式部）
- 元氣少女緣結神（磯姬）
- 御宅英文！小缎带（萊 娃子）

2013年
- 閃亂神樂（葛城）
- 白熊咖啡廳（月子）
- 伊克西翁传说（米兰达）
- 進擊的巨人（莎夏·布勞斯）
- 百花繚亂 SAMURAI BRIDE（後藤又兵衛）
- 閃電十一人GO 銀河（霧野蘭丸、瞬木雄太、希拉麗·弗蕾露）
- SERVANT×SERVICE（長谷部薰）
- 魔界王子 devils and realist（艾利歐格）
- 御宅英文！小缎带 the TV（萊 娃子）
- 超次元戰記 戰機少女（規制條例・蕾伊）
- 第一神拳 Rising（板垣菜菜子）

2014年
- 妄想學生會＊（橫島鳴子）
- 天才麻將少女 全國篇（加治木由美）
- 姐姐來了（花園美鶴）
- 星刻龍騎士（阿布杜妮雅·基爾卡加）
- 蠟筆小新（根井丸）
- 英雄銀行（海鳴一心）
- 風雲維新大將軍（由利原理火）
- 人生諮詢電視動畫「人生」（地獄谷房江）
- 東京ESP（釘內小鳩）
- 電器街的漫畫店（色情刊物檢官）
- 魔彈之王與戰姬（伊莉莎維塔·法米那）

2015年
- 血型小將ABO 2（O型女）
- 幸腹塗鴉（露子）
- 聖劍使的禁咒詠唱（神崎齋子）
- 銀魂°（猿飛菖蒲）
- 蠟筆小新（二子玉川達也）
- 血界戰線（珍·皇）
- 偽戀:（鸚鵡）
- 我老婆是學生會長（若菜亮二）
- Classroom☆Crisis（服部花子/安潔莉娜）
- 魔物娘的同居日常（墨須）
- 名侦探柯南（雁野守 #792-793）
- 落第騎士英雄譚（綾辻絢瀨）
- 進擊！巨人中學校（莎夏·布勞斯）
- 血型小將ABO 3（O型女）

2016年
- 可愛的Muco（日语：いとしのムーコ）（環）
- 石膏男團（OL、風呂柳節子、三十三間奔跑隊）
- 昭和元祿落語心中（小夏）
- 舞武器·舞亂伎（吉安娜·亞瑟尼埃烏那·巴拉奇雷瓦）
- 魔法使 光之美少女！（斯巴爾達）
- 學戰都市Asterisk 第2期（希兒妲·珍·羅蘭茲）
- 爆旋陀螺Burst（小紫協屋）
- 貓貓日本史（卑彌呼、織田信長、坂本龍馬、近藤勇、德川家康、真田幸村、紫式部、源賴朝、藤原道長、武田信玄、伊達政宗）
- 高校艦隊（野間真知子）
- 魔奇少年 辛巴達的冒險（法蘭）
- 半田君傳說（天王寺佐和子）
- 槍彈辯駁3 －The End of 希望峰學園－ 絕望篇（小泉真昼）
- 槍彈辯駁3 －The End of 希望峰學園－ 希望篇（小泉真昼）
- 舞武器·舞亂伎 星之巨人（吉安娜·亞瑟尼埃烏那·巴拉奇雷瓦）
- 魔法少女育成計劃（渥絲·凌冬天獄）
- 虎面人W（X小姐）
- 黑白來看守所（吳八）
- 我太受歡迎了，該怎麼辦？（芹沼花依）
- 3月的獅子（犬）
- 烏龍麵之國的金色毛毬（青蛙、刺猬、飯糰、俵宗太〈幼少期〉、梅爾庫魯、藝人〈女〉、田中英太郎）

2017年
- 學園少女突襲者 Animation Channel（居吹諱）
- 昭和元祿落語心中－助六再現篇－（小夏）
- 動物朋友（土龍﹝野槌蛇﹞[2]）
- 進擊的巨人 Season 2（莎夏·布勞斯）
- 將國戡亂記（艾爾魯巴魯蒂斯公爵 列列德利庫）
- 帶著智慧型手機闖蕩異世界。（椿）
- 悠久持有者：魔法老師！ 第2部（櫻咲剎那）
- 黑色五葉草（夏洛特·洛絲蕾）
- 魅力英雄（早乙女千尋）
- 奇諾之旅 -the Beautiful World- the Animated Series（羊B）
- 血界戰線 & BEYOND（珍·皇）
- 見習神仙 秘密的心靈（帕塔麗娜）

2018年
- 見習神仙 秘密的心靈（帕塔麗娜）
- POP TEAM EPIC（PIPI美〈第5話A段〉）
- 東京喰種:re（叶･馮･羅瑟瓦特）
- 甜心戰士 Universe（常似美春[3]）
- 命運石之門0（漆原琉華）
- LORD of VERMILION 紅蓮之王（黑髮マリエ[4]）
- 進擊的巨人 Season 3（莎夏·布勞斯）
- RErideD -穿越時空的德理達-（多娜[5]）
- 梅露可物語 -無精打采的少年與瓶中少女-（哈爾修特）
- 閃亂神樂 SHINOVI MASTER -東京妖魔篇-（葛城[6]）

2019年
- 路人超能100 II（妃姬子）
- 名侦探柯南（泉海乃梨子）
- 魔法禁书目录III（席薇亚）
- Fate/Grand Order 絕對魔獸戰線巴比倫尼亞（恩奇都）

2020年
- 異獸魔都（能井）
- 索瑪麗與森林之神（吉吉拉）
- 『催眠麥克風 -Division Rap Battle-』Rhyme Anima（東方天乙統女）

2021年
- Hortensia SAGA 蒼之騎士團（亞黛兒海德·奧利維亞）
- 進擊的巨人 The Final Season（莎夏·布勞斯）
- EX-ARM（蒼真）
- 屁屁偵探（阿雪）
- ONE PIECE（黑瑪麗亞[7]）
- 給不滅的你（桑戴爾）
- 名偵探柯南（天野香須美）
- 平穩世代的韋馱天們（費爾蘭蒂亞）
- 暮蟬悲鳴時卒（北條悟史）
- 藍色時期（八虎的母親）
- 數碼寶貝幽靈遊戲（月夜野瑠璃[8]）
- 白金終局（明日的姑姑）
- 三角窗外是黑夜（少年冷川）

2022年
- 終末的後宮（技術長官）
- 派對咖孔明（MIA西表）
- 小鳥之翼（及川楓[9]）
- 遊戲王GO RUSH（平森美津子）
- 新網球王子 U-17 世界盃（喬納森·桑·喬治[10]）
- 秋葉原冥途戰爭（佐野）

2023年
- 突然降臨的埃及神2（芭絲特[11]）
- HIGH CARD 至高之牌（ニックス）
- 淪落者之夜（亞絲塔洛特[12]）
- 小鳥之翼（第2期）（及川楓）
- 逃走中 THE GREAT MISSION（パンナ ラヴ）
- 帶著智慧型手機闖蕩異世界。2（椿）
- 其實，我是最強的？（吉賽洛緹·奧爾提亞斯[13]）
- Fate/strange Fake -Whispers of Dawn-（Lancer[14]）
- Lv1魔王與獨居廢勇者（衣櫃裡的人）
- 無職轉生II～到了異世界就拿出真本事～（蘇珊娜[15]）
- 『催眠麥克風 -Division Rap Battle-』Rhyme Anima +（東方天乙統女）
- 聖魔大戰 BIKKURI-MEN（綠洲[16]）

2024年
- 迷宮飯（希斯路[17]）
- 魔女與野獸（ローエル[18]）
- 老夫老妻重返青春（高橋世津[19]）
- 身為VTuber的我因為忘記關台而成了傳說（宇月聖[20]）
- 這個世界漏洞百出（ゲーデル[21]）
- 噗妮露是可愛史萊姆（寶代）

2025年
- 中年男的異世界網購生活（尼亞梅娜[22]）
- 隨興旅 -That's Journey-（吉本小姐[23]）
- 這是妳與我的最後戰場，或是開創世界的聖戰 Season II（葛琉蓋爾[24]）
- 靈異教師神眉（人體模型[25]）
- 銀魂多重宇宙動畫「3年Z班銀八老師」（猿飛菖蒲[26]）
- 這裡是充滿笑容的職場。（梨田ありさ[27]）
- Fate/strange Fake（Lancer[28]）
- 魔神創造傳（占部靈子）

### OVA
- 我永遠的聖誕老人（莎莉）
- 守護之心 Power Up!（鏡円）
- 機動戰士GUNDAM SEED ASTRAY（風花・アジャー）
- 電波系彼女（紗月美夜）
- 飛越顛峰2（シトロン・リモーネ）
- （綾小路菊代）

2015年
- 銀魂（猿飛菖蒲）※漫畫第58卷OAD同捆版

2016年
- 血界戰線（珍·皇）

2017年
- 高校艦隊（野間真知子）

2018年
- 血界戰線 & BEYOND（珍·皇）

### 動畫劇場版
- 犬夜叉 紅蓮之蓬萊島（橙）
- 動物之森（ゆう）
- 銀魂劇場版 新譯紅櫻篇（猿飛菖蒲）（客串）
- 閃電十一人GO 究極之絆 獅鷲獸（霧野蘭丸、鬼塚平太）
- 閃電十一人GO vs 紙箱戰機W（霧野蘭丸）
- 劇場版 魔法老師！ ANIME FINAL（櫻咲剎那）
- 銀魂完結篇 永遠的萬事屋（猿飛菖蒲）
- 哆啦A梦剧场版 新·大雄的大魔境 (ベコ)

2017年
- 劇場版 妄想學生會（橫島鳴子）

2019年
- 劇場版 為美好的世界獻上祝福！紅傳說（女半獸人）

2020年
- 劇場版 高校艦隊（野間真知子）
- 喵的咧～貓咪戲說日本史！劇場版（坂本龍馬）

2021年
- 劇場版 妄想學生會2（橫島鳴子）
- Fate/Grand Order -終局特異點 冠位時間神殿所羅門-（恩奇都）

2024年
- 蠟筆小新：我們的恐龍日記（サン[29]）

2025年
- 電影版『催眠麥克風 -Division Rap Battle-』（東方天乙統女[30]）

### 網路動畫
2008年
- Candy boy（櫻井雫）

2010年
- TRIP TREK（ザジゼール・ゾッコ）

2011年
- 帥氣可愛宣言！（加奈子的姐姐）

2014年
- 金田一少年之事件簿（ヴァイオレット、文子）
- 土鶸井先輩保護クラブ（土鶸井前輩）

2015年
- ラララ ララちゃん（パンビット）

2016年
- EYEDROPS（鹽酸四氫唑啉）

2017年
- 梦王国与沉睡的100王子 短篇动画（派可）

2018年
- 噬神者 RESO什麼的劇場（塞拉·如月）

2019年
- 拳願阿修羅（東鄉登麻里）

2020年
- 戰鬥陀螺 爆烈世代 超王（小紫協屋）
- 突然降臨的埃及神（芭絲特）

2021年
- 吸血鬼之愛（雲天那美）
- 銀魂 THE SEMI-FINAL 萬事屋篇（猿飛菖蒲）
- 終末的女武神（荷瑞絲特）
- 戰鬥陀螺 爆烈世代 DB（小紫協屋）

2022年
- 花園裡的吸血鬼（芬恩）

2025年
- 新星GALVERSE（IZA[31]）

### 動態漫畫
2013年
- 恋愛專科（苗木香澄）

### 遊戲
未知时期
- 神奇寶貝系列（胖可丁）
- バテン・カイトスⅡ 始まりの翼と神々の嗣子（ミリィアルデ）
- 一騎當千 Shining Dragon（貂蟬）
- 暮蟬悲鳴時（北條悟史）
- 魔法先生ネギま! 1時間目 お子ちゃま先生は魔法使い!（櫻咲刹那）
- 魔法先生ネギま! 2時間目 戦う乙女たち!麻帆良大運動会SP!（櫻咲刹那）
- 魔法先生ネギま! ～課外授業 乙女のドキドキ ビーチサイド～（櫻咲刹那）
- ネギま!? 超麻帆良大戦 かっとイ～ン☆契約執行でちゃいますぅ（櫻咲刹那）
- ネギま!? 超麻帆良大戦チュウ（櫻咲刹那）
- beatmania ⅡDX 16 EMPRESS（樂曲〈翼〉的主唱）
- 聖靈之心（桃樂絲‧歐布萊特）
- 潛龍諜影：和平行者（CÉCILE）
- 12RIVEN -the Ψcliminal of integral-（星野遊遊）
- 心跳魔女神判2（渚烈火）
- 洛克人ZX·降臨（A型）
- 紅魔城傳說Ⅱ 妖幻的鎮魂歌（八雲藍）
- 秋之回憶：打勾勾的記憶（南雲霞）
- 海貓鳴泣之時：黃金夢想曲（嘉音）
- 一騎當千 XROSS IMPACT（貂蟬）
- 超級槍彈辯駁2 再見絕望校園（小泉真昼）
- 英雄傳說 軌跡系列（修莉·阿特雷德）
  - 英雄傳說 零之軌跡 Evolution〈PS VITA〉
  - 英雄傳說 碧之軌跡 Evolution〈PS VITA〉
- 間接之戀V（神木萬智）
- 神影萬花鏡 時空約定（果心居士（朱天））
- 夢王國與沉睡中的一百位王子殿下（派可、羅爾夫）
- 妖怪百姬！（兩面宿儺）
- 陰陽師（唐傘紙妖、鴉天狗、獨眼小僧）
- 問答RPG 魔法使與黑貓維茲（路德維嘉‧羅亞）
- 崩坏3rd（塞西莉亚·沙尼亚特）
- 動物朋友3（土龍﹝野槌蛇﹞）
- 聖騎士之戰(聖約)(STRIVE)
- 守望傳說（男騎士）
- 完美音浪（寇西嘉）

2008年
- 西格瑪和聲（黑上佳子）

2012年
- 聖火降魔錄 覺醒（露琪娜、馬爾斯）

2014年
- 任天堂明星大亂鬥3DS/Wii U（露琪娜）

2015年
- 英雄联盟（Vi）

2016年
- Fate/Grand Order（恩奇都）

2017年
- 生化危机7（佐伊·贝克）
- 聖火降魔錄 英雄雲集（露琪娜、希瑪）
- 聖火降魔錄無雙（露琪娜）

2018年
- 任天堂明星大亂鬥 特別版（露琪娜）

2019年
- 侍魂 曉（妲麗·刀伽）

2020年
- 明日方舟（槐琥）
- 魔法禁书目录 幻想收束（席薇亚）

2021年
- 怪物彈珠 (安朵美達)
- 蔚蓝档案（剑先弦生）

2022年
- 拳皇XV（妲麗·刀伽）

2023年
- 無期迷途（蘭利）

2024年
- 戰雙帕彌什（八咫）

2025年
- 碧藍幻想（櫻咲剎那）

### 廣播劇CD
- 夢之賭場學園 廣播劇CD（梶野リフル）

### 電視劇配音
- CSI犯罪現場：邁阿密 2（シンシア）
- CSI犯罪現場：邁阿密 3（シンシア）

### 真人演出
- 魔法先生ネギま! 麻帆良学園中等部2-A:一学期特典DVD 麻帆良学園中等部2-A:入学式
- 魔法先生ネギま! 麻帆良学園中等部2-A:三学期特典DVD 麻帆良学園中等部2-A:二学期終業式
- 魔法先生ネギま! 麻帆良学園中等部2-A:ホームルーム
- 魔法先生ネギま! 麻帆良学園 大麻帆良祭

### 廣播
- 小林ゆうのぷち・どっとあい（インターネットラジオ：2005年3月）
- 麻帆良学園中等部2-A・ヒミツの放課後（インターネットラジオ：2005年8月～2006年1月）
- 麻帆良学園中等部2-A・ヒミツの放課後 Part2 1学期（インターネットラジオ：2006年3月～7月）
- 小島幸子與小林優的日本橋天女放送局（TE-A room：2006年1月～5月）
- RADIOアニメロミックス ～ひぐらしのなく頃に編～（文化放送他：2006年11月～12月）
- RADIOアニメロミックス ～ひぐらしのなく頃に こぼれ話編～（Animate TV：2006年11月10日～）
- ゴスロリ少女探偵団ラジオ日誌（音泉：2007年3月～）
- ゴスロリ少女探偵団ラジオ日誌～ロリ真剣！超オクト場～（Saint October官方網站：2007年3月～）

### CD
- 悪魔のミカタ（小鳥遊恕宇）
- 裏スクールランブル 二学期 ～姫の帰還!～ 収録『ルチャドール』（ララ・ゴンザレス）
- 獏狩り（先生、女子生徒）
- 魔法先生ネギま! 声のクラスメイトシリーズ 11月:武道四天王（桜咲刹那）
- 魔法先生ネギま! 輝く君へ（桜咲刹那）
- 魔法先生ネギま! ハッピー☆マテリアル（桜咲刹那）
- 魔法先生ネギま! 聖なる空の下で（桜咲刹那） - イベント限定販売CD
- 魔法先生ネギま! 廣播劇CD Vol.2（桜咲刹那）
- 落語天女おゆいキャラクターソングス Searchin'for（千石涼）
- 1000%SPARKING!（アニメ『ネギま!?』オープニングテーマ）
- Saint October Wheel of fortune（聖三咲）
- 瑪莉亞狂熱（祇堂鞠也）
- 閃電十一人GO  廣播劇CD「永遠之絆!!」（霧野蘭丸）
- 閃電十一人GO 原始角色歌專輯 ~ 明日的球場（神童拓人、霧野蘭丸）
- 閃電十一人GO オールスターズ キャラクターソングアルバム ~ B.E.L.I.E.V.E、僕たちの城 (霧野蘭丸)
- イナズマイレブンシリーズ5周年記念「本当にありがとう」 ~ 手をつなごう (神童拓人、霧野蘭丸、瀨戶水鳥)
- 閃電十一人GO×TPKキャラクターソングアルバム「感動共有! 」 イナズマオールスターズ ~ (円堂守、剣城京介、神童拓人、霧野蘭丸)
- 閃電十一人GO×TPKキャラクターソングアルバム「マジで感謝!」~ (菲・魯恩、霧野蘭丸)

### CD專輯
- 小林優迷你專輯「ROCK YU!!」（科樂美數位娛樂2008年9月24日發行）

### 廣告CM
- 週刊少年Magazine 魔法先生ネギま!（2006年12月度～）

### 其他
- 魔法老師！ Offical Funbook「ネギパ!」 下回預告插畫
- 魔法老師!第16集限定版 學生名冊及作者插畫
- 週刊少年Magazine 魔法先生ネギま!（2006年12月～）

## 外部連結
- 小林ゆう Official Web Site
- Crush Tears Official Web Site （页面存档备份，存于）
- 小林優的X（前Twitter）
- 小林ゆうオフィシャルブログ「ゆうの自由帳」 （页面存档备份，存于）